# Orcelita
L'orcelita és un mineral de la classe dels sulfurs. Nom atorgat en honor del professor Jean Orcel (1896-1978), mineralogista francès.

## Classificació
L'orcelita es troba classificada en el grup 2.AB.10 segons la classificació de Nickel-Strunz (2 per a Sulfurs i sulfosals (sulfurs, selenurs, tel·lururs; arsenurs, antimonurs, bismuturs; sulfarsenits, sulfantimonits, sulfbismutits, etc.); A per a Aliatges i B per Aliatges de Ni-metal·loides; el nombre 10 correspon a la posició del mineral dins del grup). En la classificació de Dana el mineral es troba al grup 2.3.2.1 (2 per a Sulfurs i 3 per a AmBnXp, amb (m+n):p = 5:2; 2 i 1 corresponen a la posició del mineral dins del grup).

## Característiques
La orcelita és un sulfur de fórmula química Ni5-xAs₂, x ~ 0.25. Cristal·litza en el sistema hexagonal. Presenta un color rosa-bronze.

## Formació i jaciments
Sol presentar-se com a inclusions en pentlandita i, com a llantas en maucherita. S'ha descrit a Europa, Àsia, Austràlia i a l'Amèrica del Nord. Sovint també s'ha trobat en harzburgita serpentinizada, en paragénesis amb balenit, breithauptit, calcopirita, calcocita, heazlewoodita, magnetita, maucherita, mil·lerita, parkerita, pentlandita i níquel sòlid, i coure.